# Chiesa di San Vincenzo (Calcinato)
La chiesa di San Vincenzo è la parrocchiale di Calcinato, in provincia e diocesi di Brescia; fa parte della zona pastorale della Bassa Orientale del Chiese.

## Storia

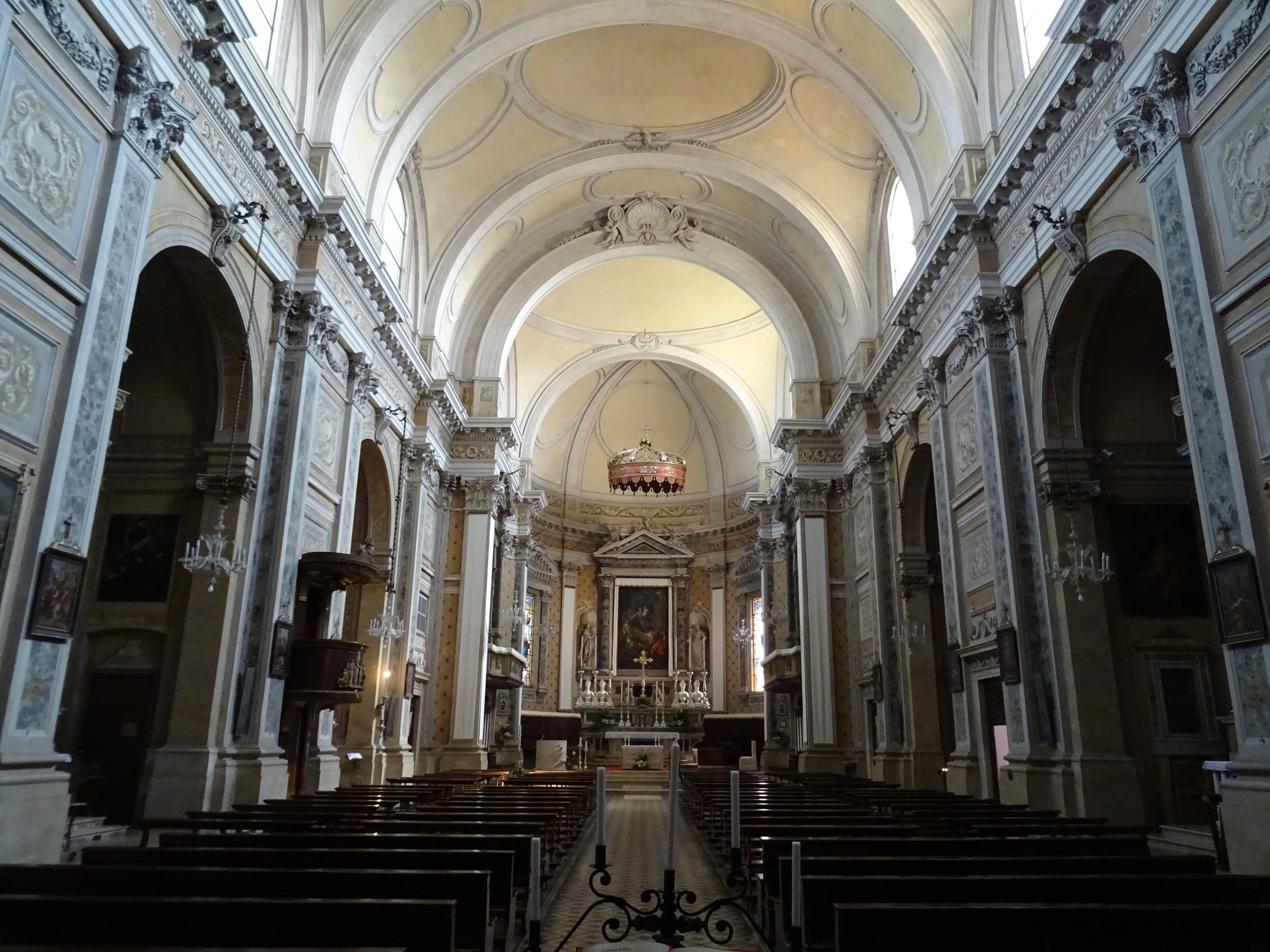
Interno

La prima parrocchiale di Calcinato era dedicata, come quella attuale, a San Vincenzo. Nel XV secolo quel titolo passò ad una chiesa più grande, che era intitolata alla Visitazione di Maria; quest'ultimo edificio fu riedificato nella seconda metà del XVI secolo.
Con delibera del 24 maggio 1790, i capofamiglia del paese e il prevosto Paolo Secchiana decisero di costruire una nuova chiesa; il progetto fu affidato a Pietro Antonio Cetti e i lavori iniziarono nel 1791. La costruzione dell'attuale parrocchiale fu assai travagliata: i lavori precedevano a rilento, quando, nel 1814, il progettista Cetti morì lasciando incompiuta l'opera; l'edificio venne terminato nel 1846 dall'architetto bresciano Rodolfo Vantini. La chiesa venne consacrata dal vescovo di Brescia, Pellegrini, nel 23 ottobre 1875. Infine, nel 1981 la facciata fu ristrutturata.

## Interno
Opere d'arte sono le cinque statue marmoree della facciata, scolpite nel 1846 da Giovanni Emanueli, una pala di fine Settecento dipinta da Sante Cattaneo ed un Cristo Risorgente, opera di Paolo Farinati del 1582 posta nella Cappella del Santissimo. Sul fondo del presbiterio sono presenti le statue di Stefano Salterio: Fede, Fortezza e gli Angeli.